# 前田房之助

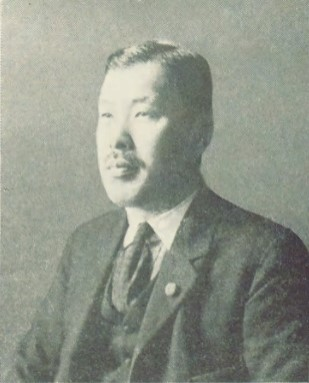
前田房之助

前田 房之助（まえだ ふさのすけ、1884年（明治17年）9月15日 - 1965年（昭和40年）2月18日）は、日本の政治家（衆議院議員）、実業家。

## 来歴・人物
兵庫県武庫郡大社村生まれ。前田四郎兵衛の三男。先代の四郎兵衛は大社村長を務めた。1907年（明治40年）、神戸高等商業学校（現・神戸大学）を卒業。1909年（明治42年）、家督を相続した。
武庫郡会議員、大社村長等に挙げられる。1924年（大正13年）の第15回総選挙に政友本党公認で立候補し初当選。1927年（昭和2年）に政友本党が憲政会と合同して立憲民政党を結党したため、前田も民政党に所属し同党の総務、政調会長を務めた。
西宮土地、宝塚尼崎電気鉄道各社長を務めた。第2次若槻内閣で大蔵参与官を務めた後、1936年（昭和11年）には広田内閣で逓信政務次官、1944年（昭和19年）には小磯内閣で運輸通信政務次官となる。
戦後日本進歩党の結党に参加したが、戦時中翼賛政治会の総務を務めていたため公職追放に遭う。追放解除後の1955年（昭和30年）、日本民主党公認で第27回総選挙に出馬して当選し政界に返り咲いた。その後日本民主党全国委員長、自由民主党総務を歴任した。衆議院議員選挙に通算8回当選した。
1964年（昭和39年）、勲一等瑞宝章受章。住所は兵庫県武庫郡大社村、西宮市中前田。

## 政策・主張

### 政見綱領
- 通商の自由、資源の公開、人口分布の合理化、並に東亜安定を根幹とする自主的外交政策の確立[7]
- 東亜安全を目標とする経済的且自主的国防計画の樹立[7]
- 産業、国防、財政の三全強化[7]
- 進取的貿易政策の確立[7]
- 農漁山村並に中小商工業の更生対策[7]

## 家族・親族
前田家
- 養子[6][9][11]
- 娘[6][9]
- 息子[6][9]